# Másnaposok 2.
A Másnaposok 2. (The Hangover Part II) 2011-es amerikai filmvígjáték, a 2009-es Másnaposok című film folytatása. A rendezői székben ezúttal is Todd Phillips foglalja el a helyét, és az első rész három főszereplője Bradley Cooper, Ed Helms és Zach Galifianakis is visszatérnek a szerepükben. A történet ott folytatódik, ahol a Másnaposok abbamaradt: a három főszereplőnek ezúttal is egy őrült elfeledett legénybúcsúztató est következményeivel kell szembenézniük, ám ezúttal Bangkok városát forgatják fel.
A film eredeti és magyar bemutatója 2011. május 26-án volt. 2013-ban újabb folytatás követte a filmet, a Másnaposok 3.

## Cselekmény
|  | Alább a cselekmény részletei következnek! |

Két évvel a Las Vegas-i kiruccanás zűrös eseményei után, a Farkasfalka ismét összegyűlik, ezúttal jó barátjuk, Stu Price esküvőjén, mely Thaiföldön kerül megrendezésre. A négy jó barát, Phil, Stu, Doug, illetve Alan (akit kezdetben nem szándékoznak meghívni, de végül rászánják magukat) ismét összejön a jeles alkalomra. Phil felejthetetlen legénybúcsút szeretne szervezni barátjának, ám Stu lemond róla, tanulva a korábbi események botrányos következményeiből. Végül mégiscsak összejönnek a tengerparton egy szolid sörözésre, és tábortűzi sütögetésre. Velük tart Stu menyasszonyának öccse is, a 16 éves Teddy. Az est folyamán pillecukrot esznek, és tósztot mondanak. A baj termesztésen most is beüt, így a következő reggel (hasonlóan az első részhez) Phil, Stu és Alan ismét egy feldúlt hotelszobában ébred, hajmeresztő körülmények között: Alan feje kopaszra borotvált, Stu arcán egy tetoválás van, velük van egy bőrmellényes majom, és a még Vegasban megismert Leslie Chow, akivel Alan régóta levelezik.
Mivel a három barátnak ezúttal sincsenek emlékeik, így Chow-tól tudják meg, hogy Bangkokban vannak, és miután az este berúgtak, az ADHD-val felturbózott pillecukor miatt (amit véletlenül Alan adagolt túl izomlazító gyógyszererrel), ő hozta ide őket, hogy együtt bulizzanak. Chow azonban látszólag meghal, miután kokaint szippant, így felviszik őt a hotel legfelső emeletére, és elrejtik a holttestét egy jégszekrényben. Továbbá próbálják megtalálni Teddyt, aki szintén velük bulizott az este, de fogalmuk sincs, hogy mostanra hol lehet. Doug később felhívja őket (ő az éjszaka hamarabb lelépett, és nem tartott velük Bangkokba). Azt mondja, megtalálta Teddyt, akit a bangkoki rendőrség letartóztatott rendbontásért. Ám Teddy helyett egy öreg, tolókocsis buddhista szerzetest kapnak vissza, aki ugyan Teddy pulcsiját viseli, de róla senki sem tudja, hol van. A szerzetes ráadásul nem mondhatja el, mi történt, némasági fogadalma miatt.
A zsebében talált papírok között találnak egy italkupont egy bárhoz, amit meglátogatnak. A bár előtt egy tetoválószalonban észreveszik Stu fotóját, ahol a tulaj elmondja, hogy ő csinálta a tetoválást Stunak, majd a telefonjával felvett videóban megmutatja, hogy az éjjel tömegverekedésbe keveredtek, és csaknem az egész környéket feldúlták. A videóból kiderül, hogy Teddy ekkor még velük volt, a tulaj azt tanácsolja, vigyék a szerzetest a kolostorába, hátha ott elmondja, mi történt. Visszaviszik a kolostorába, ahol megtudják, hogy az éjszaka törtek be a szentélybe és rabolták őt el. Még itt sem tudják meg az éjszaka történteket, de a kolostor vezetője azt mondja, emlékezzenek vissza, mert az agyuk valamilyen formában minden emléket megőriz. Alannek ez sikerül és rájön, hogy az éjjel jártak egy sztriptízbárban.
A bárban találkoznak Chow egyik emberével, aki fegyvereket árul. Megtudják, hogy Stu az éjszaka folyamán lefeküdt egy transzvesztitával. Később néhány fegyveres drogdíler támad rájuk, akik az ellopott majmot követelik vissza. Ők vissza is adják, ám a lövöldözés alatt Phil komolyan megsérül. Miközben a kórházban ellátják a sebeit, felfedeznek egy címet és egy dátumot Alan hasára írva. Elmennek a megadott címre, egy luxusszállodába, ahol már várja őket Chow üzlettársa, Kingsley, aki Chow bankszámláját követeli rajtuk, a hozzá tartozó jelszóval. Közli, hogy nála van Teddy (képekkel is bizonyítja), és ha másnap reggelig nem kapja meg, amit kér, akkor végez vele.
A trió visszatér a hotelba, ahol a kiolvadt jégszekrényből hirtelen előugrik Chow és rájuk támad (mint kiderül, nem halt meg, csak a kokaintól egy pillanatra leállt a szívverése.) Elmondja, hogy a jelszó, amely a számla megnyitásához szükséges, egy cetlin van, amit a majom mellényzsebében rejtett el. Felkeresik tehát a majmot (amely valójában a dílerek összekötője), és újból elrabolják az állatot, súlyos bonyodalmak közepette. Végül megszerzik a kódot, a majmot pedig Alan kérésére egy állatmenhelybe adják. Chow átutalja a számlát Kingsley-nek, akiről kiderül, hogy beépített ügynök az Interpolnál, és letartóztatja őt. Bevallja, hogy Teddy elrablásra csak blöff volt, hogy biztosan elkapják Chowt, valójában senki sem találja Teddyt. Stu depresszióba esik, és úgy dönt, inkább nem tér vissza Amerikába, fél, hogy nem lenne méltó férj a menyasszonyának. Később (ugyanúgy, ahogy az első filmben) ő jön rá, hogy Teddy valójában a hotel liftjében rekedt, ami leállt a nagyon gyakori áramszünetek miatt. Így mind a négyen, Chow motorcsónakján, aminek a kulcsa Teddynél volt, elindulnak vissza, hogy időben odaérjenek Stu esküvőjére.
Stu az esküvő előtt összeszedi a bátorságát, elmondja a véleményét Lauren szkeptikus apjának, aki végül az áldását adja rájuk. Alan különleges meglepetéssel lepi meg az ifjú párt; meghívja az esküvőre Mike Tysont, aki a külön alkalomra írt számmal ajándékozza meg a vendégeket. Az ünnepség végén, a Farkasfalka, és Tyson a parton ücsörögnek, amikor Teddy (szintén egy az első filmből merített elem) megmutatja a fényképezőgépén, az éjszakáról megörökített fotókat; csupán egyszer nézik végig mindet, mielőtt törlik őket.

## Szereplők
| Színész           | Szerep                                                                             | Magyar hang      |
| ----------------- | ---------------------------------------------------------------------------------- | ---------------- |
| Bradley Cooper    | Phil Wenneck, házas iskolai tanár, Stu legjobb barátja és esküvői tanúja           | Rajkai Zoltán    |
| Ed Helms          | Dr. Stu Price, házasságra készülő fogorvos                                         | Forgács Péter    |
| Zach Galifianakis | Alan Garner, Phil és Stu problémás, különc barátja, a Farkasfalka „alapítója”      | Scherer Péter    |
| Ken Jeong         | Leslie Chow, kisstílű gengszter, aki nagy kalamajkába keveri a Farkasfalka tagjait | Józsa Imre       |
| Jeffrey Tambor    | Sid Garner, Alan és Tracy apja                                                     | Forgács Gábor    |
| Justin Bartha     | Doug Billings, Phil és Stu barátja, Alan sógora                                    | Hevér Gábor      |
| Paul Giamatti     | Kingsley / Peters nyomozó, Chow üzlettársa, valójában beépített Interpol ügynök    | Besenczi Árpád   |
| Jamie Chung       | Lauren Srisai, Stu menyasszonya                                                    | Bánfalvi Eszter  |
| Sasha Barrese     | Tracy Billings, Doug felesége, Alan húga                                           | Czifra Krisztina |
| Mason Lee         | Teddy Srisai, Stu menyasszonyának testvére                                         | Jakab Márk       |
| Gillian Vigman    | Stephanie Wenneck, Phil felesége                                                   | Szávai Viktória  |
| Bryan Callen      | Samir, bangkoki sztriptízbár-tulajdonos                                            | Nagypál Gábor    |
| Sondra Currie     | Linda Garner, Alan és Tracy anyja                                                  |                  |
| Yasmin Lee        | Kimmy                                                                              | Nyakó Juli       |
| Nirut Sirijanya   | Fong, Lauren és Teddy apja, Stu leendő apósa                                       | Cs. Németh Lajos |
| Mike Tyson        | önmaga                                                                             | Schneider Zoltán |
| Nick Cassavetes   | Joe, bangkoki tetoválóművész (cameo)                                               | Törköly Levente  |